# Horn (Landzunge)
Horn ist eine kleine Landzunge der Halbinsel Hornstrandir mit einer Fläche von 9,41 km². Sie befindet sich im Norden der isländischen Region Vestfirðir. Die Grönlandsee umfasst die kleine Landzunge mit einer Länge von 4,26 km und einer Breite von 2,21 km. Das Gebiet der Landzunge ist hügelig und fast vollständig vom Wasser umkreist. Den höchsten Punkt der Insel bildet der 399 m hohe Kálfatindur in der Nähe.